# Сирський Олександр Станіславович
Олекса́ндр Станісла́вович Си́рський (нар. 26 липня 1965, Новинки, Кіржацький район, Владимирська область, РРФСР, СРСР) — український військовий діяч, генерал, кандидат військових наук, головнокомандувач Збройних сил України (з 8 лютого 2024). Найбільш відомий за виведення українських військ з оточення у ході боїв за Дебальцеве (2015—2016) та командування під час битви за Київ (2022), Слобожанського контрнаступу (2022), битви за Бахмут (2022—2023), Курської операції (2024).
Командувач ООС (2019); командувач Сухопутних військ Збройних сил України (2019—2024); командувач оперативно-стратегічного угруповання військ «Хортиця» (2022—2024). Герой України (2022).

## Життєпис

### Ранні роки
Народився 26 липня 1965 року в селі Новинки Кіржацького району Владимирської області (РРФСР). В 1970-х батька Сирського, професійного військового, перевели служити в УРСР і разом зі всією сім'єю переїхав й Олександр. Закінчив із золотою медаллю школу в Харкові.
1982 року за квотою для відмінників УРСР вступив до Московського вищого загальновійськового командного училища (МВОКУ), закінчив його 1986 у званні лейтенанта. Розпочав службу з посади командира мотострілецького взводу 426-го мотострілецького полку 25-ї гвардійської мотострілецької дивізії (м. Лубни Полтавської області).

### Військова служба
У 1993—1995 роках — командир мотострілецького батальйону 17-го полку 6-ї дивізії Національної гвардії України. Згодом командир 19-го полку цієї ж дивізії (базувалися на території Чугуївської міськради Харківської області).
1996 року вступив до Академії ЗСУ (оперативно-тактичний рівень) та закінчив її 1998 року з відзнакою.
Після розформування НГУ опинився в ЗСУ. У 2000—2002 роках — начальник штабу, перший заступник командира 72-ї механізованої дивізії 8-го армійського корпусу. 2002 року призначений командиром 72-ї окремої механізованої бригади, утвореної у тому ж році в результаті скорочення дивізії. Під його командуванням бригада постійно тренувалась і була однією з найкращих на 2005 рік. Отримав звання генерал-майора.
У 2006 році після року навчання закінчив Національну академію оборони України (оперативно-стратегічний факультет) із відзнакою.
Після навчання очолив управління планування операцій Об'єднаного оперативного командування ЗСУ (ООК), створеного 2005 року для наближення української армії до стандартів НАТО. За рік служби став начальником штабу — першим заступником командувача. Активно спілкувався з офіцерами НАТО.
Після приходу 2010 року до влади Віктора Януковича новопризначені міністр оборони Михайло Єжель та начальник Генштабу Григорій Педченко розформували ООК. Сирського було призначено першим заступником голови управління міжнародного співробітництва в Генштабі. 2012 року його переведено до Головного командного центру Генштабу, який, однак, займався не плануванням операцій, а паперовою роботою та випуском аналітичного бюлетеня. Бувши першим заступником начальника Головного командного центру ЗСУ, був долучений до тогочасних процесів співпраці з НАТО. У листопаді 2013 року Сирський від імені Міністерства оборони у Штаб-квартирі НАТО обговорював зміни в українській армії відповідно до стандартів НАТО.

### Війна на сході України
З початком бойових дій на Сході України став заступником командувача Сергія Попко. За кілька місяців він став начальником штабу Антитерористичної операції на Сході України (АТО), першим заступником командувача.
Зокрема, був одним з головних командирів сил АТО під час боїв за Дебальцеве взимку 2015 року, разом з начальником Генштабу ЗСУ Віктором Муженком виїжджали до самого міста. Хоча й не відповідав за оборонну операцію, він був причетний до керування боями у Вуглегірську, селі Рідкодуб та невдалої спроби відбити Логвинове. Під його управлінням здійснювалися підриви можливих шляхів переходу через річку Карапульку. За словами Сирського, командувач сектора «C» полковник Віктор Таран припустився критичних помилок, не організувавши оборону Вуглегірська та не врахувавши можливі дії ворога, також він не дав провести всі підриви, через що переправи були захоплені супротивником.
Сирський координував вихід українських сил із Дебальцевого. План виходу українського війська з Дебальцевого розробили Віктор Муженко і командир 128 ОГШБр Сергій Шаптала. Сирський забезпечував вихід з околиць Дебальцевого силами тактичної групи «Барс», що прикривала фланги та підтримувала вогнем ар'єргарди, утримуючи панівні висоти до виходу сил з оточення. Там Сирський отримав і прізвисько «Барс», однойменне з підрозілом. За бої на Дебальцевському плацдармі Олександр Сирський нагороджений орденом Богдана Хмельницького III ступеня й згодом отримав звання генерал-лейтенанта.[джерело?]
2016 року він повернувся до Києва та очолив Об'єднаний оперативний штаб ЗСУ, який координував оперативні дії українських силових структур на сході України. 2017 року став командувачем АТО, яку згодом було переформатовано в Операцію об'єднаних сил (ООС). На посаді він активно займався навчаннями та особисто відвідував передову, що було нетиповим для командувачів АТО/ООС.
6 травня 2019 року призначений начальником Об'єднаного оперативного штабу ЗС України, на цій посаді його замінив Володимир Кравченко.
5 серпня 2019 року призначений командувачем Сухопутних військ ЗСУ.
23 серпня 2020 року отримав звання генерал-полковника.
У липні 2021 року президент Володимир Зеленський звільнив міністра оборони Андрія Тарана і головнокомандувача Руслана Хомчака. Посаду Головнокомандувача ЗСУ запропонували Сирському, але той відмовився, пояснюючи це хорошими стосунками з Хомчаком. На цю посаду було призначено Валерія Залужного.

### Російське вторгнення в Україну

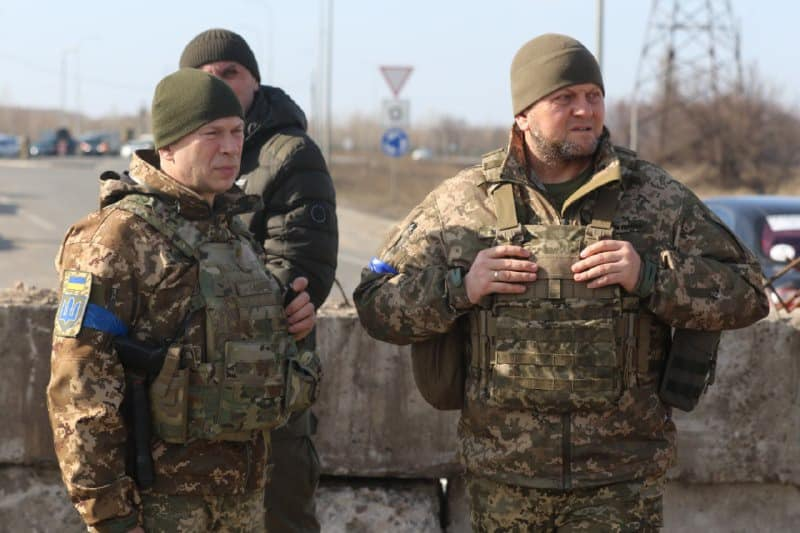
Сирський (ліворуч) з Валерієм Залужним під час битви за Київ (2022).

Ще восени 2021 року, коли з'явилась інформація про можливий повномасштабний наступ російських військ, головнокомандувач Валерій Залужний створив угруповання для захисту Києва та призначив Сирського його керівником. У грудні 2021 він проінспектував 72 ОМБр, а на початку лютого 2022 бригаду підпорядкували напряму Сирському. 21 лютого бригада отримала наказ висуватись на оборону Києва, однак, основним вектором удару очікували Чернігівщину, тому основна частина її сил перебувала на лівому березі Дніпра. Він також наказав перекинути артилерію ближче до Києва, а авіацію відвести на запасні аеродроми для виведення з-під російських ударів.
З початком російського вторгнення в Україну — командувач оборони Києва. Навколо Києва звів два кільця оборони та призначив командувачів секторів оборони з повноваженнями прийняття тактичних рішень. У лютому-березні 2022 року, аби перешкодити просуванню окупаційних військ до Києва, за рішенням Сирського зруйновано мостові переходи в Київській області. Так, 26 лютого 2022 року підірвано дамбу на річці Ірпінь у Козаровичах, що призвело до затоплення позицій російської армії, також висаджено в повітря ворожий понтонний міст. Внаслідок цих дій стрімкий російський наступ на Київ провалився. За успішну оборону столиці та звільнення Півночі України 18 березня 2022 нагороджений орденом Богдана Хмельницького II ступеня, а 5 квітня 2022 року отримав найвищу державну відзнаку Героя України.
Влітку 2022 року був одним із командувачів контрнаступом ЗСУ на Харківщині, в результаті якого окупаційні сили спочатку були відкинуті від Харкова на відносно безпечну відстань, що перевищує дальність артилерійського вогню, затим Сили оборони рушили далі на Балаклію – Ізюм – Святогірськ – Лиман – Кремінну.
У 2022—2024 рр. — командувач ОСУВ «Хортиця». Восени 2022 – навесні 2023 керував обороною Соледару та Бахмута.

### Головнокомандувач Збройних сил України

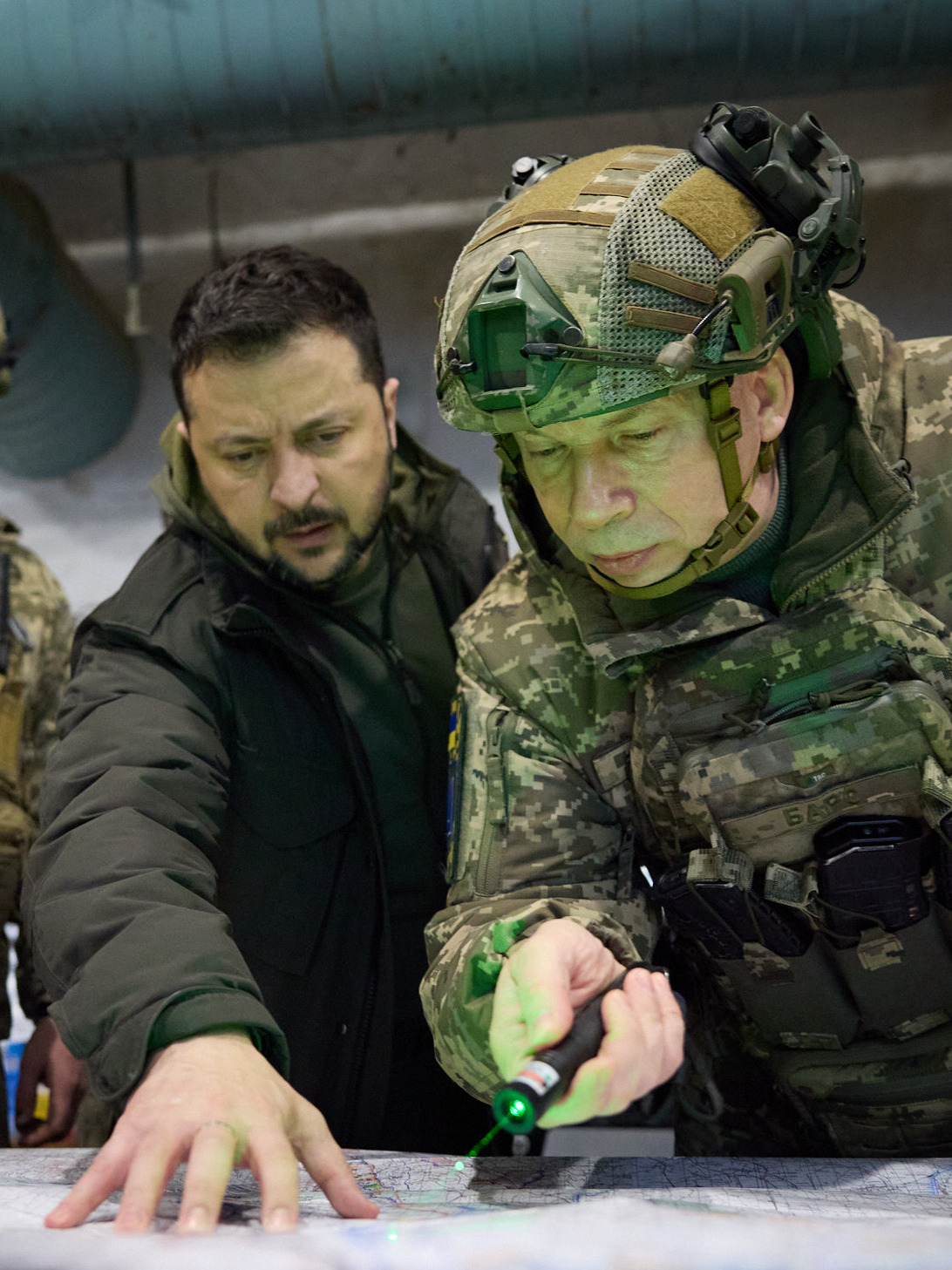
Сирський з Володимиром Зеленським в штаб-квартирі Сил оборони. Куп'янськ, 30 листопада 2023.

8 лютого 2024 року Олександр Сирський призначений Головнокомандувачем Збройних Сил України.
Особистість Олександра Сирського як нового головнокомандувача викликала занепокоєння серед медіа та українських військових. З одного боку, його хвалили за ретельне планування та дисципліну, на його рахунку успішна оборона Київщини, контрнаступ на північ від Харкова та Слобожанська наступальна операція. Західні медіа називали його за це досвідченим і шанованим командиром. Але з іншого боку, він ніс відповідальність за виснажливу й неоднозначну битву за Бахмут, яка завдала українському війську значних втрат. Бої за Бахмут, Кліщіївку, Соледар і Курдюмівку породили уявлення про Сирського як про командира, що не рахується з втратами. Тому на момент призначення західні медіа були менш компліментарні, наприклад, Politico заявило про суперечну репутацію офіцера й назвало Сирського «м'ясником» та «генералом 200».
У червні 2025 року Українська правда опублікувала критику дільності Олександра Сирського. Йому закидався мікроменеджмент, тобто втручання в роботу тактичних груп, оперативно-тактичних і оперативно-стратегічних угруповань аж до написання бойових розпоряджень для рівня відділення, замість того, щоб планувати стратегічні, оперативні дії. Через це «послаблюються позиції України та фронті та уповільнюється ухвалення критично важливих рішень». Сирський також мав конфлікт з командувачем Сухопутних військ Михайлом Драпатим, якого він обмежував в управлінні військами та відгороджував від частини повноважень.

## Військові звання
- генерал-майор (20 серпня 2009)[22]
- генерал-лейтенант (5 грудня 2016)[23][24]
- генерал-полковник (23 серпня 2020)[13]
- генерал (23 серпня 2024)[25]

## Нагороди, відзнаки
- Звання Герой України з врученням ордена «Золота Зірка» (5 квітня 2022) — за особисту мужність, вагомий внесок у захист державного суверенітету та територіальної цілісності України.[26]
- Хрест бойових заслуг (27 липня 2022) — за визначні особисті заслуги у захисті державного суверенітету та територіальної цілісності України, самовіддане служіння Українському народу, вірність військовій присязі.[27]
- Орден Богдана Хмельницького I ст. (11 грудня 2022) — за особисту мужність і самовіддані дії, виявлені у захисті державного суверенітету та територіальної цілісності України, вірність військовій присязі.[28]
- Орден Богдана Хмельницького II ст. (18 березня 2022) — за особисту мужність і самовіддані дії, виявлені у захисті державного суверенітету та територіальної цілісності України, вірність військовій присязі.[29]
- Орден Богдана Хмельницького III ст. (14 березня 2015) — за особисту мужність і високий професіоналізм, виявлені у захисті державного суверенітету та територіальної цілісності України.[30]
- У жовтні 2022 року увійшов до списку 25 найвпливовіших українських військових від НВ.[31]
- Почесний громадянин Києва (2024).[32]

## Сім'я
Батьки мешкають у місті Владимир (Російська Федерація)[джерело?]. Там само живе й рідний брат — Олег Сирський, громадянин РФ, працює охоронцем у місцевому супермаркеті. До проголошення незалежності України їздив до родичів, але після 1991 року припинив, зробивши єдиний виняток 2000 року, відвідавши похорон бабусі.
З першою дружиною Аллою познайомився під час служби на Харківщині. Шлюб тривав до 2009 року, в ньому народився син Антон. Після розлучення Алла з новим чоловіком, сином Антоном і сином від попереднього шлюбу Іваном емігрувала до Австралії.
Друга дружина — Тамара Іванівна Харченко, працювала головною інспекторкою в Державній митній службі. 2018 року в них народився син Олександр.